# Акустический импеданс
Акусти́ческий импеда́нс (англ. impedance от лат. impedio — препятствую) — комплексное акустическое сопротивление среды, представляющее собой отношение комплексных амплитуд звукового давления к колебательной объёмной скорости.

## Общее понятие
Акустический импеданс или комплексное акустическое сопротивление среды, по своей сути, характеризует сопротивление, которое среда оказывает колеблющейся поверхности, например, конусу громкоговорителя. Понятие введено по аналогии с электрическим импедансом. Представляет собой отношение комплексных амплитуд звукового давления к колебательной объёмной скорости частиц среды, которую вычисляют как произведение, усреднённой по площади колебательной скорости частиц среды и площади, для которой определяется акустический импеданс.
В общем случае, акустический импеданс выражается как: {\displaystyle Z_{a}=R_{a}+iX_{a}} , где {\displaystyle i} — мнимая единица.
Действительная часть — {\displaystyle R_{a}}, так называемое, активное акустическое сопротивление, определяется диссипацией энергии в самой акустической системе и потерями на излучение звука. Мнимая часть — {\displaystyle X_{a}}, так называемое, реактивное акустическое сопротивление, является следствием наличия в акустической системе сил упругости или инерции масс. Поэтому реактивное сопротивление бывает упругим или инерционным.
Единицей измерения акустического импеданса в системе СИ является — 1 Н∙с/м3 (или Па∙с/м), в системе СГС — 1 дин∙с/см3. Её устаревшее название — акустический ом.

## Практическое значение
В практическом аспекте, вычисление акустического импеданса излучателей, звуководов и приёмников, позволяет, подстраивая их конструкцию и подбирая материалы, за счёт снижения потерь звуковой энергии, поднять КПД всей звукопередающей системы или отдельных её частей.